# Lucini
I Lucini sono un'antica famiglia nobile lombarda di origini comasche risalente al XII secolo.

## Le origini
La famiglia Lucini è un'antica casata della piccola nobiltà italiana che affonda le sue radici nella città di Como. Alcuni storiografi ne fanno risalire l'origine al console romano Fabrizio Lucino, noto per le sue campagne militari contro Pirro intorno al 280 a.C. I Lucini si distinsero sia a Como che nel resto della Lombardia, annoverando figure che ricoprirono importanti cariche ecclesiastiche, civili e militari anche nel resto della penisola. Gian Pietro Lucini, scrittore lombardo e precursore della  Neoavanguardia, così si espresse così in merito alle origini del suo casato:
(Gian Pietro Lucini, "Prose e canzoni amare",)

## L'ascesa dei Lucini
(Gian Pietro Lucini, Autoritratto, in Prose e canzoni amare)

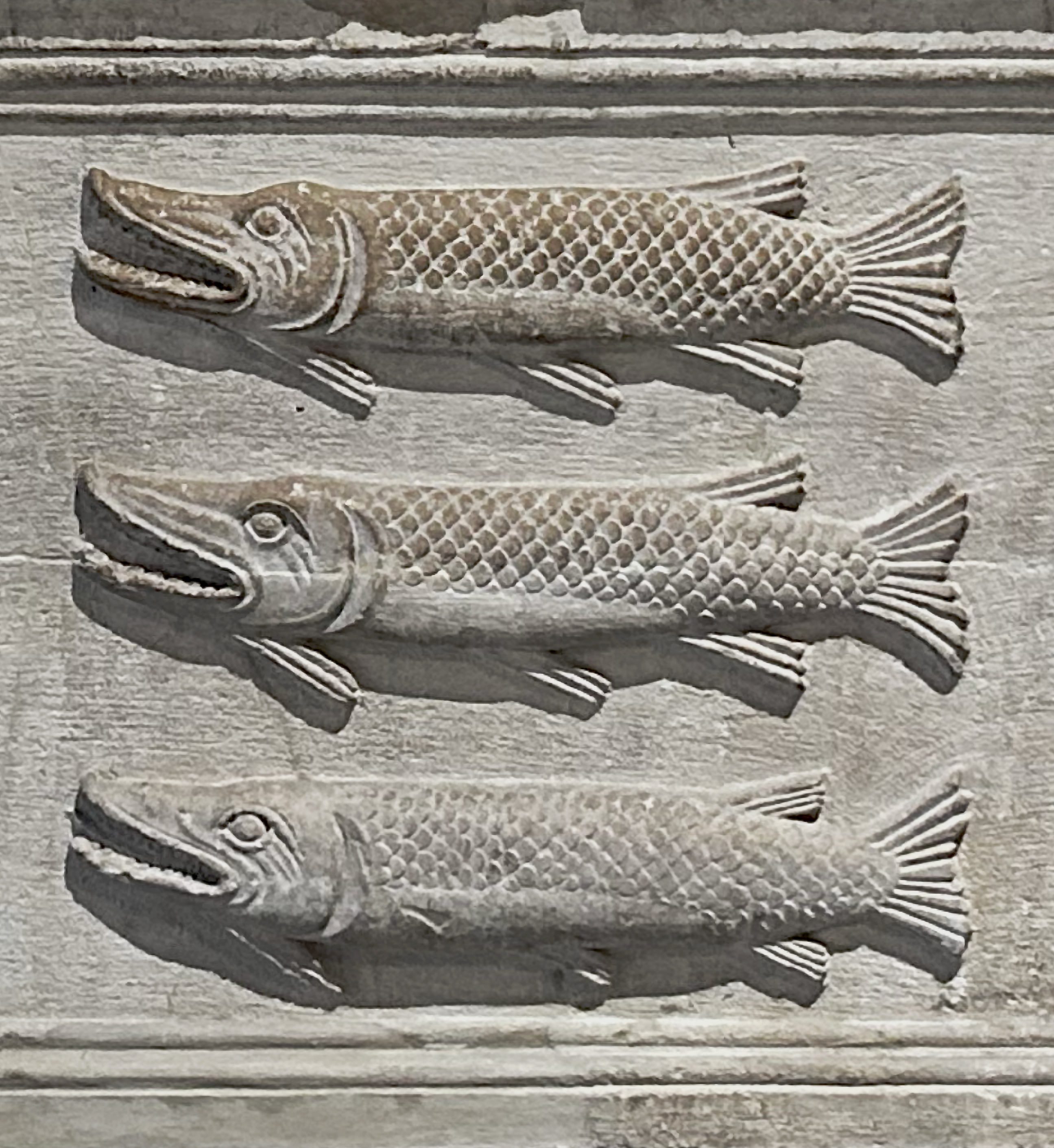
Stemma familiare sul sarcofago di Giovanni Avogadri Lucini nel Duomo di Como (XIII sec.)

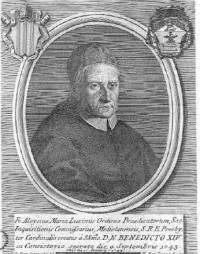
Il cardinale Luigi Maria Lucini (1666-1745)

Ardizzone I Lucini fu vescovo di Como nel 1120 e ottenne notevoli privilegi dall'Imperatore Federico Barbarossa, privilegi che furono confermati e aumentati, nel 1196, ad Ardizzone II Lucini, egli pure vescovo di Como, dall'Imperatore Enrico VI, figlio del Barbarossa. Del vescovo Giovanni Avogadri Lucini, consacrato nel 1274, è visibile tuttora nel duomo comasco il sacrofago ornato dai tre lucci dello stemma familiare. I Lucini occuparono altresì la sede vescovile di altre città d'Italia, e particolarmente nel 1279 quella di Novara. Figurano inoltre diversi arcidiaconi della cattedrale di Como, i più antichi dei quali furono: Emanuele Lucini, morto nel 1279, ed Enrico Lucini, morto nel 1294. Per di più verso la metà del XVIII secolo fiorì a Roma il Padre Domenicano Luigi Lucini (1666-1745), che per la sua dottrina e per le sue virtù ottenne i primi onori del suo Ordine, venendo poi, nel 1724, nominato Commissario del Sant'Uffizio, e, nel 1743, creato Cardinale di Santa Chiesa dal Sommo Pontefice Benedetto XIV.

Giovanni Lucini fu una figura di primo piano nel panorama politico italiano a cavallo tra il XIII e il XIV secolo. Quale importante esponente del sistema podestarile, fu chiamato a governare alcune delle principali città del tempo, tra cui Milano, Firenze, Genova e Bologna, in un periodo compreso tra il 1278 e il 1315. È inoltre uno dei pochi podestà medievali di cui ci siano pervenuti ben due ritratti: il primo è parte degli affreschi del Palazzo del Comune di Brescia; il secondo, visibile sul risguardo di un registro bolognese, lo raffigura in armi con scudo e spada mentre afferma «ego sum Luchinus». La sua provenienza da una famiglia nobile di secondo piano gli permise di far prevalere le doti personali sulle logiche di parte, passando con abilità dallo schieramento guelfo a quello ghibellino:
Di sicuro il Lucini era una persona coraggiosa e acconsentiva ad assumere incarichi in situazioni oggettivamente difficili. Egli si recò a Pisa, nel 1281, nel cuore di un periodo in cui i partiti dei Donoratico e dei Visconti si scontrarono più volte anche con azioni violente per le vie della città. A Bologna nel 1294 il clima era di grande tensione, dato l’incipiente conflitto con il marchese d’Este e la progressiva formazione di una pars marchesana in città. Non era diversa la situazione a Firenze, dove il periodo di predominio di Giano della Bella aveva lasciato un clima di tensioni e di violenza. ... Nessuno può meravigliarsi, dunque, se i primi due personaggi a cui fu offerta la carica rifiutarono e si dovette ricorrere a questo comasco dall’identità politica incerta. A Perugia, infine, egli fu il primo podestà chiamato dopo la presa del potere del popolo minuto, ancora una volta in un periodo di disordini diffusi.

Insomma, il Lucini era il personaggio ideale per affrontare situazioni delicate con il pugno di ferro. Come si è già accennato, Milano, nel 1278, gli fu affidata la repressione contro i guelfi torriani, a Genova ebbe poteri straordinari per reprimere il crimine, così come a Bologna.
Fra i personaggi di questa famiglia si distinsero inoltre: Arnaldo Lucini, capitano dei comaschi nella guerra fatta ai milanesi dall'imperatore Federico Barbarossa e che fu da questo, dopo la rotta di Legnano nel 1176, mandato in qualità di Oratore ai Milanesi per trattare il riscatto dei comaschi fatti prigionieri in quella battaglia. Goffredo Lucini fu, nel 1226, rettore della Lega Lombarda, della Marca e Romagna, e, nel 1231, prefetto di Padova. Francesco Lucini fu professore di Diritto Civile all'Università di Pavia nel 1391 e Lucino Lucini professore di Medicina alla suddetta Università nel 1392. Battista Lucini venne deputato dai Decurioni della città di Como ad accompagnare e servire Gabriele Ludovico del Vasto, marchese di Saluzzo, il quale, nel 1539, si trovava a Como, e fu dallo stesso Del Vasto eletto Capitano.

## Il Ducato di Milano

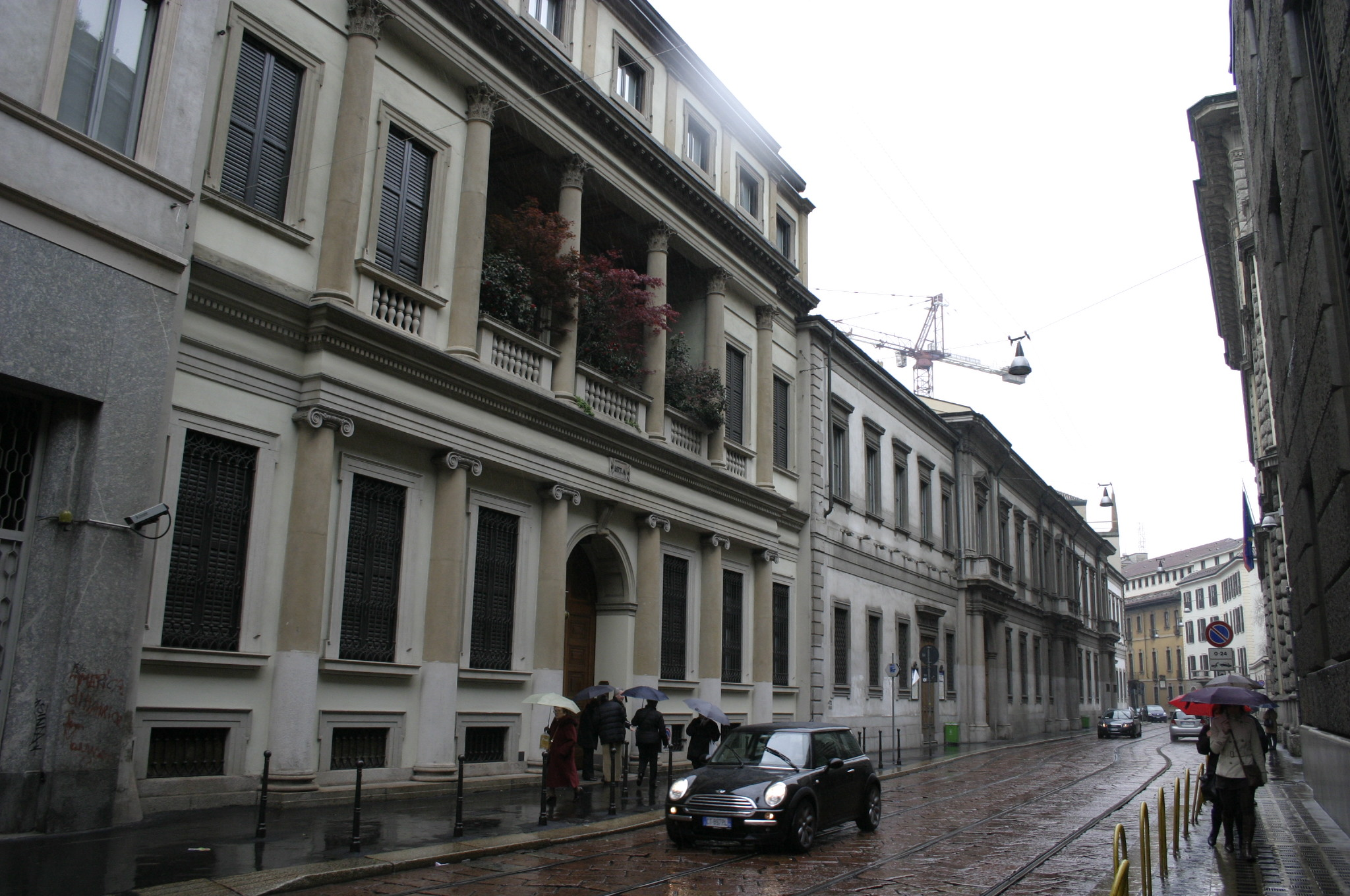
Palazzo Lucini (XIX sec.), nel centro di Milano

Giacomo Lucini fu poi Milite del duca di Milano Gian Galeazzo Visconti conte di Vertus e nella pompa funerale, celebrata a Milano, nel 1402, in onore del defunto duca, fu il Lucini tra i personaggi scelti ad accompagnare il feretro. Questo medesimo Giacomo Lucini fu inoltre mandato nel 1404, dalla fazione dei Vitani della città di Como, in qualità di Ambasciatore al neo duca di Milano Giovanni Maria Visconti, figlio e successore di Gian Galeazzo, per concludervi la pace stipulata davanti a quel duca dalle due parti guelfa e ghibellina. Alessandro Lucini, Giureconsulto e letterato distinto, trovandosi a Roma, verso il 1590, fu nominato governatore d'Ostia e Velletri; ritornato, due anni dopo, a Como, fu dal clero della città e diocesi eletto ambasciatore al Sommo Pontefice Clemente VIII, nell'anno 1539.
Antonio Lucini fu valoroso capitano e fiorì sul finire del XVI secolo e nel principio del XVII; militò sotto le bandiere di Enrico III Re di Francia, dal quale ebbe il comando di 500 cavalli, passò in seguito al servizio di Vittorio Amedeo I Duca di Savoia, e finalmente prese partito per Filippo III re di Spagna e duca di Milano, finché rottagli una gamba, in un combattimento presso Asti, si ritirò in patria, ove morì pochi anni dopo.

## I rami dei Lucini
A San Giorgio su Legnano hanno posseduto l'omonimo palazzo che vendettero in seguito.
I Lucini si unirono con la famiglia Passalacqua nel XVI secolo dando origine ai Lucini Passalacqua. Nel 1763 si unirono agli Arese dando origine alla famiglia Arese Lucini. Un altro ramo della famiglia alla fine del XIX secolo si imparentò con i marchesi Meraviglia Mantegazza.

## Personaggi storici
- Cesare Alberico Lucini, (1730 – 1768), arcivescovo e nunzio apostolico.
- Luigi Maria Lucini (1666 – 1745), cardinale italiano.
- Francesco Arese Lucini (1778 - 1835), patriota italiano.
- Francesco Arese Lucini (1805 - 1881), patriota e senatore milanese.
- Gian Pietro Lucini (1867 - 1914), poeta e scrittore italiano.